# Ospitaletto (Ventasso)
Ospitaletto (Ošdâl nel dialetto locale) è una frazione del comune di Ventasso, in provincia di Reggio Emilia. Sorge al margine del Parco nazionale dell'Appennino Tosco-Emiliano.

## Geografia fisica
Ospitaletto è situato nella valle del torrente Rossendola, nell'alto Appennino reggiano, a breve distanza dal passo della Pradarena e dal confine con la Toscana. L'abitato, a 4 km a sud di Ligonchio, si sviluppa lungo la strada provinciale che conduce al Pradarena e la Garfagnana.

## Storia
Ospitaletto prende il nome da un ospitale per viandanti e pellegrini che, vuole la tradizione, sia stato fondato per volere di Matilde di Canossa. L'esistenza di una struttura destinata all'accoglienza dei viaggiatori risulta attestata dal XV secolo. L'istituzione della parrocchia risale al 1662, anno in cui fu separata da quella di Ligonchio. Nel 1726 l'ospitale venne distrutto da una slavina. 
Nella seconda metà del XIX secolo, a causa delle difficilissime condizioni economiche, iniziò a registrarsi un primo fenomeno migratorio sia verso le città della Toscana sia verso l'Argentina. Il 7 settembre 1920 Ospitaletto venne pressoché raso al suolo da un fortissimo sisma che devastò la vicina Garfagnana. Si salvarono dal crollo una casa e il campanile della chiesa. 
A partire dal secondo dopoguerra la maggior parte della popolazione emigrò verso le città della pianura Padana, la Toscana e verso Genova. Negli anni sessanta Ospitaletto iniziò ad affermarsi come meta turistica grazie alla costruzione di impianti sciistici e di complessi residenziali.

## Monumenti e luoghi d'interesse
- Chiesa di Sant'Anna, edificata nel 1658 e ricostruita nel 1930, si presenta come un moderno edificio. Il campanile, separato dall'edificio della chiesa, è stato uno dei pochi dell'intero crinale a salvarsi dal crollo nel 1920.

## Stazione sciistica
Ospitaletto dispone di una piccola stazione sciistica che dispone di 3 piste da discesa (nera, rossa e blu) e campo scuola per un totale di 7 km. Gli impianti di risalita sono 3 skilift tra quota 1200 m e 1600 m. Dall'inverno 2010 gli impianti sono chiusi, è in fase di discussione il progetto di rilancio della stazione sciistica.

## Economia
Un tempo centro di pastori, oggi giorno l'economia locale si basa principalmente sul turismo stagionale e sul commercio.

## Galleria d'immagini

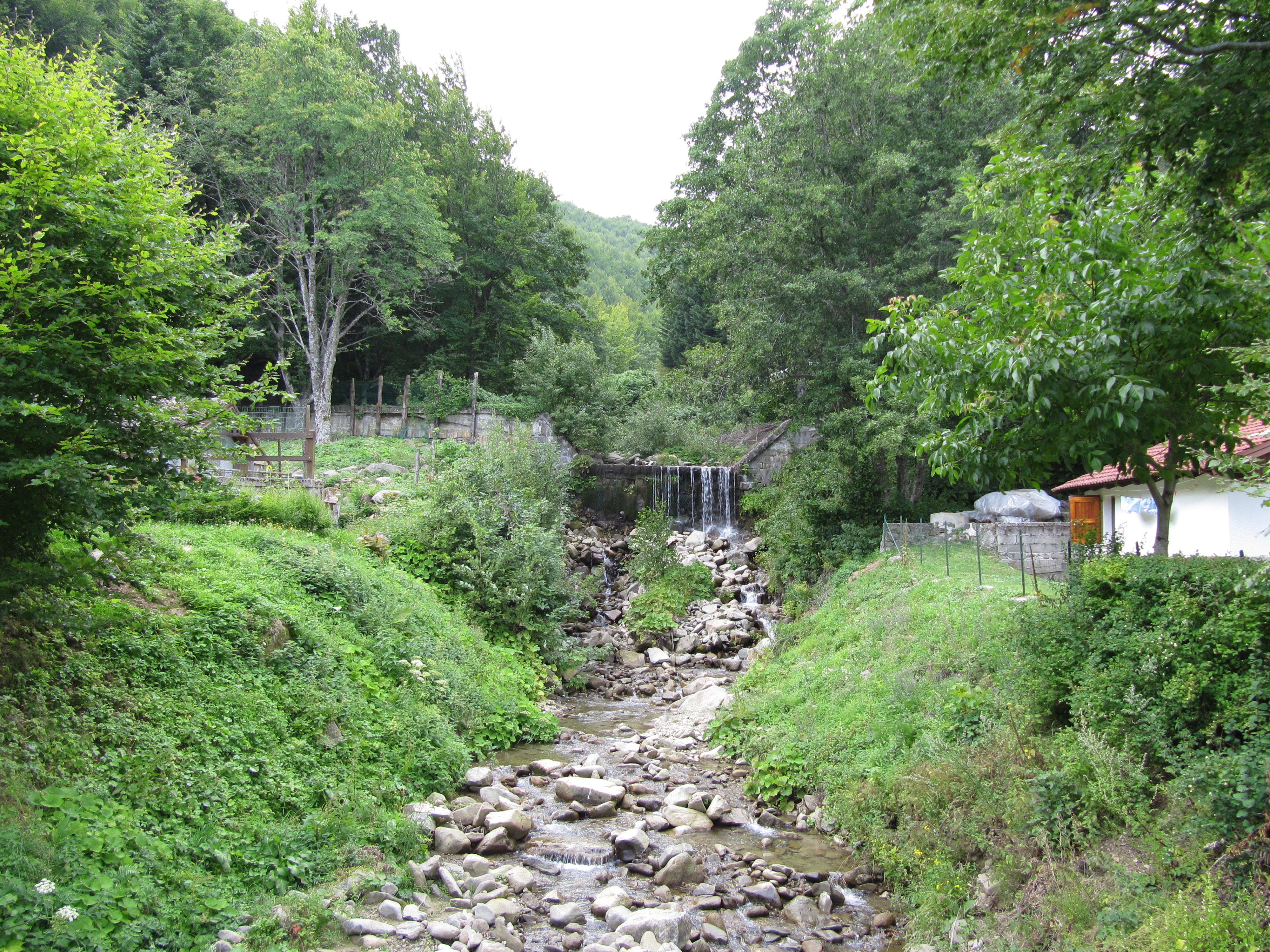
Il torrente Rossendola.
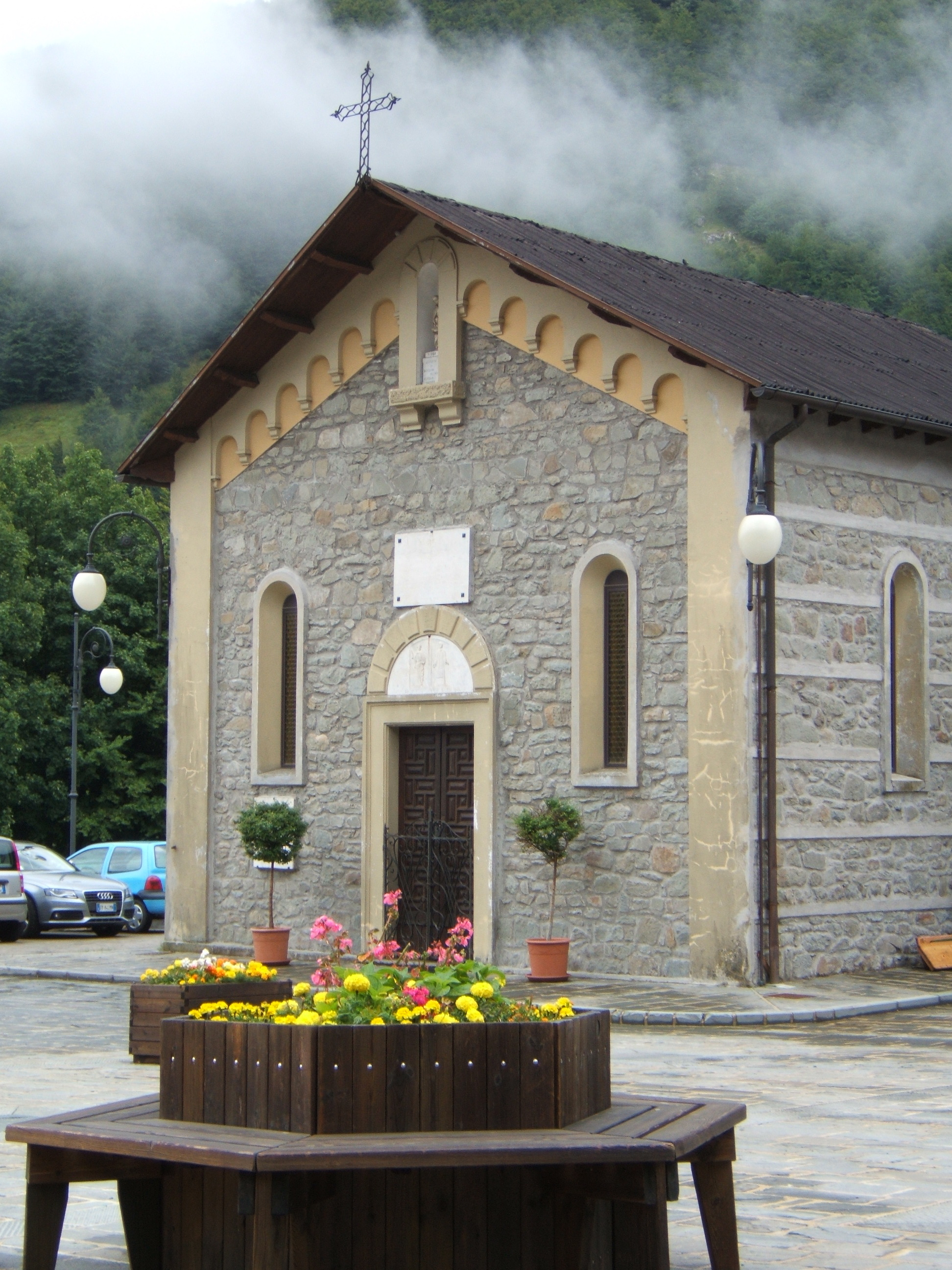
La chiesa di Ospitaletto dedicata a Sant'Anna.
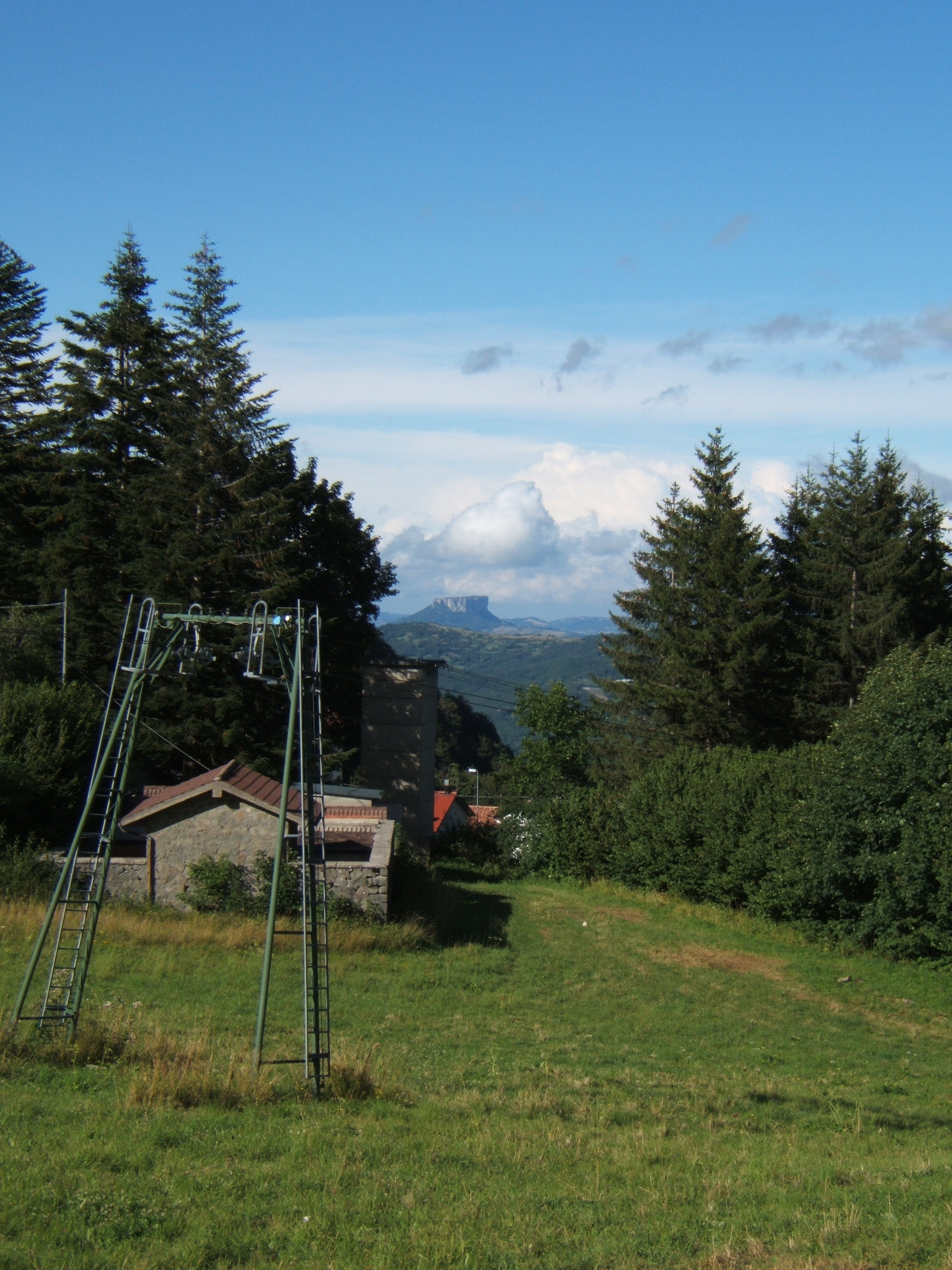
Pietra di Bismantova vista da Ospitaletto.